# 女クラのおきて
『女クラのおきて』（じょクラのおきて）は、師走冬子による日本の4コマ漫画作品。芳文社の雑誌『まんがタイムラブリー』（月刊）で2000年3月号から2006年8月号まで連載された。

## 作品概要
共学校である大福高校の2年A組は女子生徒しかいない女クラである。新任の教師である香鳥螢助は、このクラスの担任になることになった。しかし、このクラスには、非常に個性的な生徒ばかりが揃っており、それによって引き起こされる様々な問題が、螢助を待ち構えていた……。“女クラ”という語から一般に抱かれるイメージとは正反対のクラスでの、螢助以外には楽しい日常が描かれる。

## 主な登場人物
香鳥螢助（かとり けいすけ）
大福高校2年A組担任。新任。国語科担当。
新任早々、女クラの担任になってしまい、非常に個性的な生徒達と校長に、日々翻弄されている。第1話で早くも耐え兼ね、辞表を提出しようとしたが、受理されないまま現在に至っている。
家出して1人暮らししていたため、妹の螢とはずっと会っていなかった。
連載途中から、呪い部の顧問となる。
詩を自作していたり、小動物の写真集を持っていたりなどの趣味もある。
桃栗小巻（ももくり こまき）
大福高校2年A組の女子生徒。活発で元気な性格。
家が貧乏なため、制服は紙製のものを着てくることも。自慢の体力を生かして、修理屋や郵便配達、道路工事などをはじめ、クリオネを泳いで取ってくる仕事や、マグロ漁の漁船の乗組員、何か得体の知れない仕事など、様々なアルバイトをしているほか、校内でも便利屋的な活動をしている。弓道部に所属しており、狩りで食糧を得ることも。飛んでいる雀も箸でつまめる。学校で花見が行われた際には自ら出店（でみせ）を出した。
一方、テストでは20点以上取ったことが無かったが、美紅が懸賞金を掛けて勉強させたところ合格点を取れた。金が絡むことに関して特に強いといえる。
女性によくモテる。数多くのファンにより「桃栗ファンクラブ」が結成されている。
後の同作者の別作品『うさぎのーと』において、卒業後、中学校の体育教師となり、螢助と結婚した後の「香鳥 小巻」として登場している。
桜小路美紅（さくらこうじ みく）
大福高校2年A組の女子生徒。おっとりした性格。
桜小路財閥の娘で、非常に裕福。1億円の小切手を無くしても「はした金」と表現したり、草津温泉の湯をニースの別荘まで引いたりと、その財産の規模は常人の想像が及ばない。家庭教師を多数雇っており、スワヒリ語やアラビア語も話せる。いわゆる“重役出勤”のため、遅刻常習犯。
金銭感覚と美的感覚が欠如している。藤葉より佐鉄のほうが100億倍素敵らしい。
香鳥螢（かとり ほたる）
大福高校2年A組の女子生徒。香鳥螢助の実妹。
科学部と生物部を掛け持ち、その両方で部長を務めている。趣味は遺伝子操作で、食肉植物を作ったり、ハブの命を助けるために猫に変化させたり、ツチノコを作って学校の裏山に放したりしている。山の動物のボス的立場にあるらしい。成績は学年トップ。
兄である螢助とは、さほど仲が良いわけではないように振舞っているが、螢助が右腕を骨折した際に、弁当をピンセットで食べさせてあげるなど、兄思いのところもある…というより、事実上のブラコンである。幼い頃の誕生日に螢助から贈られた財布は、現在もなお使い続けている。
校長先生
大福高校の校長、本名不明。白髪の独身女性。本作品は、毎回必ず校長と螢助との会話から話が始まっている。
マイペースな性格だが、螢助の給与を払うのをやめようとしたり、螢助のロッカーに自分の銅像を仕込んで怪我をさせたり、螢助を罠に嵌めて自分と結婚させようとしたりなど、螢助をひどい目に遭わせ続けておりSの気がある。
マングースに万作と名付けて飼っている。
剣持藤葉（けんもち ふじは）
美紅の婚約者。高校2年。美男子。美紅と同様に非常に裕福。
婚約は美紅の父親が決めてしまったため、美紅本人は同意していない。藤葉は美紅に3年間会えなかったため、家出して大福高校に転入した。佐鉄とともに螢助の家に居候することになる。
家庭科部の部長を務めているが、自分で作った奇妙な人形を10億円で売れると判断するなど金銭感覚と美的感覚が欠如している。美紅のことが好きなのは、骨格が可愛いから。
高価なものを食べると腹を壊してしまう。
佐鉄（さてつ）
藤葉の付き人。高校2年と思われる。頭髪は3本しかなく、本作品で最も簡略化された姿で描かれている。藤葉と一緒に大福高校に転入し、螢助の家に居候することになる。
まるで落書きのような外観に反し、美月を振ったりなど女性にはモテるらしい。
美月（みつき）先生
大福高校の女性保健医。野球部顧問。
本作品の女性登場人物では最も普通の性格と思われるが、治療は非常に下手で、料理もまた同様。バレンタインデーには、他の教師には市販のチョコレートを配ったが、螢助にだけ善意で手作りチョコレートを渡した。
保健室は火曜が定休日となっており、後に水曜日に変更。
春野（はるの）先生
大福高校の女性教師。家庭科担当、家庭科部顧問。
美形と金持ち以外は人間ではないと考えている。バレンタインデーには3万円とチョコレートを有料で螢助や他の教師に買わせた。和服は喪服しか持っておらず、初詣にも喪服で行こうとした。
政治界などとはいわゆる裏の世界で繋がりがあるかのように描かれているが、真相ははっきりしていない。
篠原千夏（しのはら ちなつ）
大福高校2年B組の女子生徒。クラス委員長を務めている。
桃栗をライバル視し、球技大会で怪しい弁当を差し入れしようとしたり、肝試しで不意打ちを喰らわせたり、マラソン大会では脚を引っ掛けて転ばせようとしたりしているが、殆どうまくいかない上、桃栗には名前さえ記憶されていない。桃栗とは幼稚園から高校までずっと同じ学校に通っているが、桃栗はそのことさえ気付いていなかった。
ベラっちの登場以降、隣のクラスであるにもかかわらず常に懐かれている。
皿屋敷菊乃（さらやしき きくの）
大福高校2年生（クラス不明）の女子生徒。
呪い部の部長。千夏からの桃栗への呪いの依頼を請け負ったが、桃栗の純真さに触れて改心し、呪い部を廃部として「恋の呪文部」にしたが、いつの間にか「呪い部」に戻っている。
峰川（みねかわ）先生
大福高校の男性司書教諭。手芸部顧問。
熊の縫いぐるみである真奈美（まなみ）を常に携えており、真奈美のことを何よりも大切にしている。真奈美の着替えタイムは1日6回。山に行けば、真奈美が本物の熊と間違えられないか心配で抱きしめたりなど、想いの深さを窺わせる描写も多い。本人によれば、真奈美に命を助けられたこともあるという。司書教諭になったのも真奈美に強く勧められたため。勿論、真奈美は縫いぐるみであるため、作中では真奈美が何らかの意思表示（発言など）をする姿は全く描かれていない。
ベラドンナ・クリストファー
大福高校2年A組に転入してきた留学生。両親はアメリカ人で金髪の白人だが、アフリカ生まれのアフリカ育ち。
日本語は多少変な言葉遣いながらも普通に喋ることができる。転入時の自己紹介で、自らを「ベラっち」と略して呼ぶように促した。後に、クラス委員長にも就任する。
ナンパされそうになったところを千夏に助けられて以来、千夏を「はらちー」と呼んで懐いている。

## 書誌情報
単行本は芳文社より「まんがタイムコミックス」として刊行されている。なお、各巻のカバーを外した状態の表紙・裏表紙では、本作品の登場人物全員の性別を逆転させた『男クラのおきて』と題する短編作品が描き下ろされている。
1. 第1巻（2004年1月22日発行） ISBN 4-8322-6319-6
2. 第2巻（2004年10月19日発行） ISBN 4-8322-6358-7
3. 第3巻（2005年4月19日発行） ISBN 4-8322-6387-0
4. 第4巻（2006年11月22日発行） ISBN 4-8322-6502-4

## 大高 女クラ物語
ビブロス発行の4コマ漫画雑誌『Do! ぴーかん』に連載されたが、1999年10,11月に刊行したのみで休刊となったため未完となる。その後、本作の設定を再構成して『女クラのおきて』が連載開始された。なお、単行本第1巻巻末に収録されている。